# Tritomurus scutellatus
Tritomurus scutellatus is een springstaartensoort uit de familie van de Tomoceridae. De wetenschappelijke naam van de soort is voor het eerst geldig gepubliceerd in 1854 door Frauenfeld.